# Discografia dei Nine Inch Nails
La seguente è la discografia dei Nine Inch Nails, gruppo musicale industrial rock statunitense.

## Album

### Studio e EP
| Anni | Titolo                                                                                      | Massima posizione in classifica | Massima posizione in classifica | Massima posizione in classifica | Massima posizione in classifica | Massima posizione in classifica | Massima posizione in classifica | Massima posizione in classifica | Massima posizione in classifica | Massima posizione in classifica | Certificazioni | Certificazioni |
| Anni | Titolo                                                                                      | US                              | UK                              | FRA                             | SWI                             | NL                              | NZ                              | AUT                             | GER                             | FIN                             | US             | UK             |
| ---- | ------------------------------------------------------------------------------------------- | ------------------------------- | ------------------------------- | ------------------------------- | ------------------------------- | ------------------------------- | ------------------------------- | ------------------------------- | ------------------------------- | ------------------------------- | -------------- | -------------- |
| 1989 | Pretty Hate Machine - Pubblicato: 20 ottobre 1989 - Etichetta: TVT Records                  | 75                              | —                               | —                               | —                               | —                               | —                               | —                               | —                               | —                               | 3x Platino     | Silver         |
| 1992 | Broken (EP) - Pubblicato: 22 settembre 1992 - Etichetta: TVT Records/Nothing Records        | 7                               | 18                              | —                               | —                               | —                               | —                               | —                               | —                               | —                               | Platino        |                |
| 1994 | The Downward Spiral - Pubblicato: 8 marzo 1994 - Etichetta: Nothing Records                 | 2                               | 9                               | —                               | —                               | —                               | 2                               | —                               | —                               | —                               | 4x Platino     | Silver         |
| 1999 | The Fragile - Pubblicato: 21 settembre 1999 - Etichetta: Nothing Records                    | 1                               | 10                              | 27                              | —                               | —                               | 3                               | 6                               | 17                              | 6                               | 2x Platino     |                |
| 2005 | With Teeth - Pubblicato: 3 maggio 2005 - Etichetta: Interscope Records                      | 1                               | 3                               | 12                              | 13                              | 6                               | 4                               | 9                               | 9                               | 5                               | Oro            | Silver         |
| 2007 | Year Zero - Pubblicato: 17 aprile 2007 - Etichetta: Interscope Records                      | 2                               | 6                               | 17                              | 13                              | 4                               | 2                               | 5                               | 6                               | 2                               |                |                |
| 2008 | Ghosts I-IV - Pubblicato: 2 marzo 2008 - Etichetta: The Null Corporation                    | 14                              | 60                              | —                               | —                               | —                               | 26                              | 58                              | 60                              | —                               |                |                |
| 2008 | The Slip - Pubblicato: 5 maggio 2008 - Etichetta: The Null Corporation                      | —                               | —                               | —                               | —                               | —                               | —                               | —                               | —                               | —                               |                |                |
| 2013 | Hesitation Marks - Pubblicato: 3 settembre 2013 - Etichetta: Columbia Records               | —                               | —                               | —                               | —                               | —                               | —                               | —                               | —                               | —                               |                |                |
| 2016 | Not the Actual Events (EP) - Pubblicato: 23 dicembre 2016 - Etichetta: The Null Corporation | —                               | —                               | —                               | —                               | —                               | —                               | —                               | —                               | —                               |                |                |
| 2017 | Add Violence (EP) - Pubblicato: 21 luglio 2017 - Etichetta: The Null Corporation            | —                               | —                               | —                               | —                               | —                               | —                               | —                               | —                               | —                               |                |                |
| 2018 | Bad Witch - Pubblicato: 22 giugno 2018 - Etichetta: The Null Corporation                    | —                               | —                               | —                               | —                               | —                               | —                               | —                               | —                               | —                               |                |                |
| 2020 | Ghosts V: Together - Pubblicato: 26 marzo 2020 - Etichetta: The Null Corporation            | —                               | —                               | —                               | —                               | —                               | —                               | —                               | —                               | —                               |                |                |
| 2020 | Ghosts VI: Locusts - Pubblicato: 26 marzo 2020 - Etichetta: The Null Corporation            | —                               | —                               | —                               | —                               | —                               | —                               | —                               | —                               | —                               |                |                |

The Fragile è diventato 2 volte disco di Platino perché è su 2 CD, quindi è come se avesse venduto 2,400,000 copie.

### Remix
| Anno | Titolo                                                                            | Billboard 200 | Certificazione | Certificazione |
| Anno | Titolo                                                                            | Billboard 200 | US             | UK             |
| ---- | --------------------------------------------------------------------------------- | ------------- | -------------- | -------------- |
| 1992 | Fixed - Pubblicato: 7 dicembre 1992 - Etichetta: Nothing Records                  | —             |                | Platino        |
| 1995 | Further Down the Spiral - Pubblicato: 1º giugno 1995 - Etichetta: Nothing Records | 23            | Oro            | Argento        |
| 2000 | Things Falling Apart - Pubblicato: 21 novembre 2000 - Etichetta: Nothing Records  | 67            |                |                |
| 2007 | Year Zero Remixed - Released: 20 novembre 2007 - Etichetta: Interscope Records    | —             |                |                |

### Live
| Anno | Titolo | Massima posizione in classifica | Massima posizione in classifica | Massima posizione in classifica | Massima posizione in classifica | Contenuto |
| Anno | Titolo | US                              | FR                              | AUT                             | GER                             | Contenuto |
| ---- | --- | ------------------------------- | ------------------------------- | ------------------------------- | ------------------------------- | --- |
| 1997 | Closure - Pubblicato: 24 novembre 1997 - Etichetta: Nothing Records - Formati: VHS                                | —                               | —                               | —                               | —                               | Registrazioni del "Self-Destruct Tour" (1994-1996), più tutti i video musicali eccetto quello di "Burn"."                                                                 |
| 2002 | And All That Could Have Been - Pubblicato: 22 gennaio 2002 - Etichetta: Nothing Records - Formati: CD, DVD, VHS   | 26 37                           | 29                              | 21                              | 45                              | Registrazioni del tour del 2000 "Fragility v2.0". L'edizione limitata comprendeva anche un CD intitolato "Still", disponibile anche attraverso il sito ufficiale dei NIN. |
| 2007 | Beside You in Time - Pubblicato: 27 febbraio 2007 - Etichetta: Interscope Records - Formati: DVD, HD DVD, Blu-ray | 1                               | —                               | —                               | 99                              | Registrazioni del tour di With Teeth (2006), più 2 video del live Rehearsal.                                                                                              |

## Singoli
| Anno | Titolo                        | Massima posizione in classifica | Massima posizione in classifica | Massima posizione in classifica | Massima posizione in classifica | Massima posizione in classifica | Massima posizione in classifica | Massima posizione in classifica | Massima posizione in classifica | Massima posizione in classifica | Album                       |
| Anno | Titolo                        | US                              | US Alt                          | US Main                         | US Pop                          | US Dance                        | US DS                           | UK                              | AUS                             | FIN                             | Album                       |
| ---- | ----------------------------- | ------------------------------- | ------------------------------- | ------------------------------- | ------------------------------- | ------------------------------- | ------------------------------- | ------------------------------- | ------------------------------- | ------------------------------- | --------------------------- |
| 1989 | Down in It                    | —                               | 16                              | —                               | —                               | 16                              | —                               | —                               | —                               | —                               | Pretty Hate Machine         |
| 1990 | Head Like a Hole              | —                               | 28                              | —                               | —                               | 17                              | —                               | 45                              | —                               | —                               | Pretty Hate Machine         |
| 1990 | Sin                           | —                               | —                               | —                               | —                               | 10                              | —                               | 35                              | —                               | —                               | Pretty Hate Machine         |
| 1992 | Happiness in Slavery          | —                               | 13                              | —                               | —                               | —                               | —                               | —                               | —                               | —                               | Broken                      |
| 1993 | Wish                          | —                               | 25                              | —                               | —                               | —                               | —                               | —                               | —                               | —                               | Broken                      |
| 1994 | March of the Pigs             | 59                              | —                               | —                               | —                               | —                               | —                               | 45                              | —                               | —                               | The Downward Spiral         |
| 1994 | Closer to God                 | 41                              | 11                              | 35                              | —                               | 29                              | —                               | 25                              | 3                               | —                               | The Downward Spiral         |
| 1994 | Hurt                          | —                               | 8                               | —                               | —                               | —                               | —                               | —                               | —                               | —                               | The Downward Spiral         |
| 1994 | Burn                          | —                               | —                               | —                               | —                               | —                               | —                               | —                               | —                               | —                               | Natural Born Killers OST    |
| 1997 | The Perfect Drug              | 46                              | 11                              | 21                              | —                               | —                               | —                               | 43                              | 48                              | 7                               | Lost Highway OST            |
| 1999 | The Day the World Went Away   | 17                              | —                               | —                               | —                               | —                               | —                               | —                               | 31                              | —                               | The Fragile                 |
| 1999 | We're in This Together        | —                               | 11                              | 21                              | —                               | —                               | —                               | 39                              | —                               | —                               | The Fragile                 |
| 2000 | Into the Void                 | —                               | 11                              | 27                              | —                               | —                               | —                               | —                               | —                               | —                               | The Fragile                 |
| 2000 | Starfuckers, Inc.             | —                               | 39                              | —                               | —                               | —                               | —                               | —                               | —                               | —                               | The Fragile                 |
| 2001 | Deep                          | —                               | 18                              | 37                              | —                               | —                               | —                               | —                               | —                               | —                               | Lara Croft: Tomb Raider OST |
| 2005 | The Hand That Feeds           | 31                              | 1                               | 2                               | 31                              | 30                              | 10                              | 7                               | —                               | 15                              | With Teeth                  |
| 2005 | Only                          | 90                              | 1                               | 22                              | —                               | 34                              | —                               | 20                              | —                               | —                               | With Teeth                  |
| 2006 | Every Day Is Exactly the Same | 56                              | 1                               | 12                              | 48                              | —                               | —                               | —                               | —                               | —                               | With Teeth                  |
| 2007 | Survivalism                   | 68                              | 1                               | 14                              | 66                              | —                               | —                               | 29                              | —                               | 7                               | Year Zero                   |
| 2007 | Capital G                     | —                               | 6                               | 25                              | —                               | —                               | —                               | 140                             | —                               | —                               | Year Zero                   |

## Altro

### Colonne sonore
| Data             | Titolo                                                          | Soundtrack                      | Note |
| ---------------- | --------------------------------------------------------------- | ------------------------------- | --- |
| 29 marzo 1994    | "Dead Souls"                                                    | Il Corvo Soundtrack             | Cover dei Joy Division, presente in The Downward Spiral: Deluxe Edition e nell'edizione giapponese dello stesso album.                                                                                                |
| 23 agosto 1994   | "Burn", "Something I Can Never Have (Edited and Extended)"      | Natural Born Killers Soundtrack | "Burn" è presente anche in The Downward Spiral: Deluxe Edition. |
| 22 giugno 1996   | Effetti sonori                                                  | Quake                           | Creato da Trent Reznor e dai Nine Inch Nails. |
| 18 febbraio 1997 | "The Perfect Drug", "Driver Down", and "Videodrones; Questions" | Lost Highway Soundtrack         | "The Perfect Drug" appare anche nella versione europea di "The Perfect Drug" Versions e, in seguito, nella versione estesa di We're in This Together. Inoltre, le altre due tracce sono state create da Trent Reznor. |
| 26 giugno 2001   | "Deep"                                                          | Lara Croft: Tomb Raider         | |
| settembre 2009   | "Testuo: The Bullet Man Original Soundtrack"                    | Testuo: The Bullet Man          | |

### Remix
| Data             | Canzone                               | Artista                 | Album                     | Note                     |
| ---------------- | ------------------------------------- | ----------------------- | ------------------------- | ------------------------ |
| 15 febbraio 1994 | "Light (Fat Back Dub)"                | KMFDM                   | "Light"                   |                          |
| 14 ottobre 1997  | "I'm Afraid of Americans" (V1–V4, V6) | David Bowie             | "I'm Afraid of Americans" | Reznor appare nel video. |
| 3 marzo 1998     | "Victory (Nine Inch Nails Remix)"     | Puff Daddy & The Family | Victory: Remixes          |                          |
| novembre 1998    | "Democracy (NIN Remix)"               | Killing Joke            | Wardance: The Remixes     |                          |

## Video musicali
| Canzone                       | Direttore                           | Data di pubblicazione | Note |
| ----------------------------- | ----------------------------------- | --------------------- | --- |
| "Down in It"                  | Eric Zimmerman Benjamin Stokes      | settembre 1989        | Il logo NIN è visibile sui vestiti di Trent Reznor.                                                                               |
| "Head Like a Hole"            | Eric Zimmerman                      | marzo 1990            | The audio is the remix "Head Like a Hole (clay)."                                                                                 |
| "Sin"                         | Brett Turnbull                      | 24 novembre 1997      | Mai pubblicato. Versione differente su Closure. Il video originale è disponibile attraverso il sito della TVT Records.            |
| "Pinion"                      | Eric Goode Serge Becker             | febbraio 1992         | Il video senza audio fu usato da Lisa Kennedy Montgomery come intro per i suoi spettacoli.                                        |
| "Wish"                        | Peter Christopherson                | febbraio 1992         | |
| "Help Me I Am in Hell"        | Eric Goode Serge Becker             | 24 novembre 1997      | Mai pubblicato. |
| "Happiness in Slavery"        | Jon Reiss                           | 24 novembre 1997      | Mai pubblicato. |
| "Gave Up"                     | Jon Reiss                           | 24 novembre 1997      | 2 versione, ma mai pubblicate. In una si vede Marilyn Manson mentre suona la chitarra. L'altra è la conclusione del film "Broken" |
| "Wish (live)"                 | Simon Maxwell                       | 24 novembre 1997      | Presente in 120 Minutes. |
| "March of the Pigs"           | Peter Christopherson Trent Reznor   | marzo 1994            | Versione scartata presente in Closure.                                                                                            |
| "Closer"                      | Mark Romanek                        | 12 maggio 1994        | 2 versioni: Original Version e Nothing Version.                                                                                   |
| "Burn"                        | Hank Corwin Trent Reznor            | 24 agosto, 1994       | Canzone creata per Natural Born Killers.                                                                                          |
| "Hurt (live)"                 | Simon Maxwell                       | marzo 1995            | Versione alternativa presente in Closure.                                                                                         |
| "The Perfect Drug"            | Mark Romanek                        | 18 gennaio 1997       | Canzone creata per il film Strade perdute.                                                                                        |
| "Eraser (live)"               | Simon Maxwell                       | 24 novembre 1997      | Mai pubblicato. |
| "We're in This Together"      | Mark Pellington                     | 27 agosto 1999        | 3 Versioni: Short, Long, e Mark Pellington Edit.                                                                                  |
| "The Day the World Went Away" | Tomato                              | 22 gennaio 2002       | Mai finito. Alcuni pezzi insieme al live si trovano in And All That Could Have Been.                                              |
| "Into the Void"               | Walter Stern Jeff Richter           | 14 gennaio 2000       | |
| "Starsuckers, Inc."           | Robert Hales Brian Warner           | 2 maggio 2000         | Altra versione di "Starfuckers, Inc."                                                                                             |
| "Deep"                        | Enda McCallion                      | agosto 2001           | Canzone creata per Lara Croft: Tomb Raider.                                                                                       |
| "The Hand That Feeds"         | Rob Sheridan                        | 17 marzo 2005         | |
| "Only"                        | David Fincher                       | 12 luglio 2005        | |
| "Right Where It Belongs"      | Andrea Giacobbe                     | 25 luglio 2005        | |
| "Survivalism"                 | Alex Lieu Rob Sheridan Trent Reznor | 11 marzo 2007         | Prima versione trovata in una Chiave USB al concerto dei NIN a Londra il 7 marzo 2007.                                            |

## Numeri Halo
I Numeri Halo sono un sistema atto a ordinare le pubblicazioni ufficiali dei Nine Inch Nails. I Numeri Halo corrispondono all'ordine degli album, per esempio Pretty Hate Machine, che è la seconda uscita ufficiale dei NIN, viene indicato come Halo 2, e così via per gli altri album e singoli. I Numeri Halo vengono talvolta modificati in occasione di versioni speciali degli album;
The Downward Spiral è indicato come Halo 8, mentre le sue 2 riedizioni vengono indicate come Halo 8 DE e Halo 8 DVD-A.
| Pretty Hate Machine era (1989 - 1990) - Halo 1 - "Down in It" - Halo 2 - Pretty Hate Machine - Halo 3 - "Head Like a Hole" - Halo 4 - "Sin" Broken era (1992 - 1993) - Halo 5 - Broken - Halo 6 - Fixed The Downward Spiral era (1994 - 1998) - Halo 7 - "March of the Pigs" - Halo 8 - The Downward Spiral - Halo 8 DE - The Downward Spiral: Deluxe Edition reissue - Halo 8 DVD-A - The Downward Spiral: DualDisc reissue - Halo 9 - "Closer to God" - Halo 10 - Further Down the Spiral - Halo 10 v2 - Further Down the Spiral, European/Australian/Japanese release - Halo 11 - The Perfect Drug - Halo 12 - Closure |  | The Fragile era (1999 - 2002) - Halo 13 - "The Day the World Went Away" - Halo 14 - The Fragile - Halo 15 - "We're in This Together" - Halo 16 - Things Falling Apart - Halo 17 - And All That Could Have Been Limited Edition packaged with Halo 17b - Halo 17a - And All That Could Have Been Live CD - Halo 17b - Still Limited Edition Bonus CD With Teeth era (2005 - 2007) - Halo 18 - "The Hand That Feeds" - Halo 19 - With Teeth - Halo 19 DVD-A - With Teeth, DualDisc release - Halo 20 - "Only" - Halo 21 - "Every Day Is Exactly the Same" - Halo 22 - Beside You in Time Year Zero era (2007) - Halo 23 - "Survivalism" - Halo 24 - Year Zero - Halo 25 - Year Zero Remixed Ghosts era (2008) - Halo 26 – Ghosts I-IV digital download - Halo 26 CD – Ghosts I–IV 2× CD - Halo 26 V – Ghosts I–IV 4× vinile - Halo 26 DE – Ghosts I–IV Deluxe Edition - Halo 26 LE – Ghosts I–IV Ultra-Deluxe Limited Edition The Slip era (2008) - Halo 27 – The Slip Hesitation Marks era (2013) - Halo 28: Hesitation Marks - Halo 28dcd: Hesitation Marks, Deluxe Edition The Trilogy era (2016–) - Halo 29: Not the Actual Events (2016) - Halo 31: Add Violence (2017) - Halo 32: Bad Witch (2018) |